# Ashton Gerard Oswald Mosely Mayne
Sir Ashton Gerard Oswald Mosely Mayne, britanski general, * 24. april 1889, Dorset, Anglija, † 17. december 1955.